# Wolfgang Fahrian
Wolfgang Fahrian (Blaustein, 31 maggio 1941 – 13 aprile 2022) è stato un calciatore tedesco occidentale, di ruolo portiere.